# 桑村真明
桑村 真明（くわむら まさあき、1987年3月26日 - ）は、地方競馬のホッカイドウ競馬・角川秀樹厩舎所属の騎手。地方競馬教養センター騎手課程第81期生。

## 来歴
2005年3月31日付けで地方競馬騎手免許を取得し、中村光春厩舎からデビュー。同年4月20日第1回札幌競馬（地方）1日目第2競走3歳条件戦デアワンダーで初騎乗（10頭立て9番人気9着）。同年5月24日第3回札幌競馬（地方）4日目第8競走3歳条件戦（100万円以下）をシャンハイビジンで優勝し、初勝利（11頭立て6番人気）。同年11月、清水日出男厩舎に所属変更。
2006年8月19日第1回札幌競馬3日目第5競走2歳500万下でレッドピクシーに騎乗しJRA初騎乗（11頭立て9番人気6着）。
2007年3月21日第21回全日本新人王争覇戦出場（12人中4位）。同年4月19日、清水日出男調教師死去に伴い角川秀樹厩舎へ所属変更。
デビュー以来着実に勝利数を伸ばし、2008年は80勝を挙げ自己最高の道営リーディング4位に食い込んだ。同年7月22日第5回旭川競馬1日目第1競走2歳未勝利戦をイナズマアマリリスで優勝（8頭立て1番人気）し、1260戦目で地方競馬通算100勝達成。同年9月20日第2回札幌競馬3日目第4競走2歳500万円下を最低人気のイナズマアマリリスで優勝し、中央競馬初勝利（11頭立て11番人気）。
2009年7月7日第5回門別競馬1日目第8競走第34回栄冠賞をオノユウで優勝（15頭立て3番人気）し、重賞初制覇。同年8月20日第8回門別競馬3日目第7競走アグネスフライト賞（2歳オープン）をミッドナイトボーイで優勝（6頭立て3番人気）し、1928戦目で中央競馬・地方競馬通算200勝達成。
2010年11月17日第15回門別競馬5日目第7競走C3-2組条件戦をサルサデラルスで優勝（12頭立て1番人気）し、2773戦目で中央競馬・地方競馬通算300勝達成。同年11月29日から翌2011年1月28日まで南関東公営競馬で期間限定騎乗を行う。南関東での所属は川崎競馬場・佐々木仁厩舎。なお南関東公営競馬では、大井競馬場所属早田功駿騎手と同一服色となるため、同一競走に騎乗する際は枠服を使用することとなった。
2012年5月1日、調教中に落馬をし頭部を強打。右側頭骨骨折の重傷を負い、シーズン開幕から加療していたが、5月30日の門別競馬で復帰。第4レースで復帰後初勝利をあげた。
2013年は97勝（他地区での勝利を含まず）をあげ、初のホッカイドウ競馬リーディングジョッキーとなった。
2018年7月31日第8回門別競馬4日目第8競走マツバボタン特別C3-2条件戦をファイトファイヤーで優勝（12頭立て4番人気）し、7488戦目で中央競馬・地方競馬通算1000勝を達成。

## 主な騎乗馬
- ビッグバン（2009年北海道2歳優駿、ブリーダーズゴールドジュニアカップ、サンライズカップ）
- コパノカチドキ（2009年道営記念、瑞穂賞、ステイヤーズカップ）
- オノユウ（2009年栄冠賞）
- プリモエナジー（2009年リリーカップ）
- プリティゴールド（2011年エトワール賞）
- イッシンドウタイ（2011年サンライズカップ）
- イナズマアマリリス（ホッカイドウ競馬所属時の主戦騎手）
- ハニーパイ（2012年エーデルワイス賞）
- シャイニングアワー（2012年道営スプリント）
- スーパーパワー（2013年星雲賞、赤レンガ記念）
- タイニーダンサー（2015年栄冠賞、フローラルカップ、エーデルワイス賞、北海道2歳優駿）
- リンダリンダ（2015年サッポロクラシックカップ、2016年東京プリンセス賞）
- スティールキング（2016年北斗盃、北海優駿）
- バンドオンザラン（2016年栄冠賞、イノセントカップ）
- オーブスプリング（2016年フローラルカップ）
- カツゲキジャパン（2018年北海優駿）
- カツゲキライデン（2018年グランシャリオ門別スプリント、エトワール賞）
- エムオータイショウ（2018年サッポロクラシックカップ、イノセントカップ）
- イージーナウ（2018年ブロッサムカップ）
- クオリティスタート（2020年ヒダカソウカップ、2020年ノースクイーンカップ）
- アベニンドリーム（2020年北海優駿）
- マーサマイディア（2020年フルールカップ）
- モリノオーシャン（2020年ブロッサムカップ）
- アザワク（2021年グランシャリオ門別スプリント、道営スプリント、2022年グランシャリオ門別スプリント）
- スティールルージュ（2021年ローレル賞）
- ベルピット（2022年ブリーダーズゴールドジュニアカップ、サッポロクラシックカップ、2023年北斗盃、北海優駿、王冠賞、2024年・2025年コスモバルク記念、赤レンガ記念、2024年旭岳賞、瑞穂賞、道営記念）
- スティールグレイス（2022年フローラルカップ、リリーカップ）
- エンリル（2022年王冠賞）
- ルールソヴァール（2022年旭岳賞）
- スティールペガサス（2022年ウポポイオータムスプリント、2022年・2023年道営スプリント連覇、2023年エトワール賞）
- トラジロウ（2023年イノセントカップ、ネクストスター門別、2024年星雲賞）
- パッションクライ（2023年サンライズカップ、2024年北海優駿）

出典: